# Security manager
Il Security manager è la figura di riferimento per l'organizzazione, la gestione e l'assunzione di responsabilità della sicurezza di un'azienda.

## Descrizione
In quest'ottica la moderna figura del Security manager nel rispetto della dottrina della scienza della sicurezza deve essere in grado di presidiare rischi e minacce a tutto campo in relazione agli scenari sempre in evoluzione nel campo tecnico, informatico, economico, finanziario, ecc. in un contesto sempre più globalizzato ed interconnesso con le realtà più disparate.

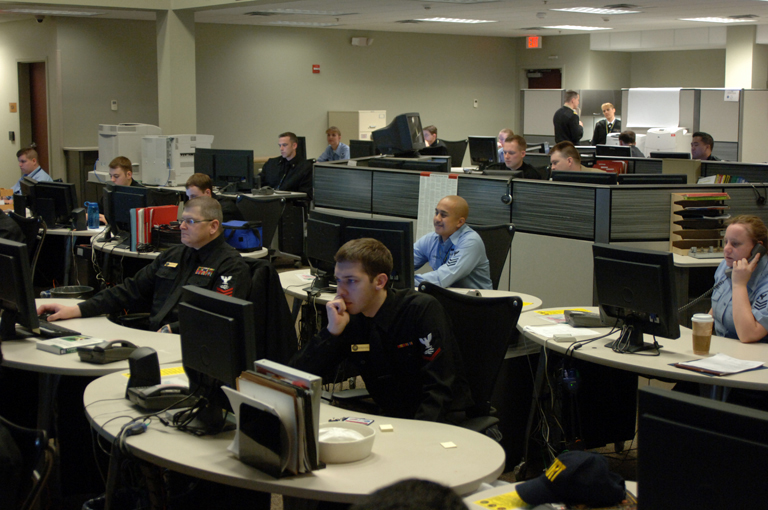
Navy Cyber Defense Operations Command, unità che controlla le attività non autorizzate nei sistemi informativi della United States Navy

Così, il Security manager dovrà possedere una buona padronanza del business, delle tecniche per garantire la sicurezza fisica, la privacy e la governance ed essere quindi un soggetto di riferimento in grado di operare nell'azienda in modo trasversale fornendo rilevanti capacità di supporto e di comunicazione verso i terzi. Importantissima per quest'ultima, la capacità di gestire un partenariato pubblico-privato a tutto campo. 
Il concetto contemporaneo di sicurezza che chiama in causa il Security manager abbraccia un contesto molto ampio che va dalla sicurezza fisica dell'infrastruttura, al controllo della protezione delle strategie produttive dell'impresa, alla sicurezza delle infrastrutture critiche, alla sicurezza nazionale, alla sicurezza informatica, alla sicurezza sul lavoro,  della fedeltà dei dipendenti, della rete di informazione-comunicazione, dell'introito merci, del trasporto protetto e sicuro dei prodotti, della privacy, ecc..
Il concetto sicurezza in senso lato generalmente si identifica nella safety, security ed emergency: 
- safety: come incolumità della persona intesa non solo dai danni fisici, ma anche da quelli morali, spirituali e indiretti.

- security: come cultura, studio e gestione della sicurezza per la realizzazione di misure per la prevenzione, porre in essere misure per la sicurezza delle informazioni riservate/segrete.

- emergency:  riguarda la protezione e il contenimento del pericolo. Strutture che operano per fare "sicurezza" in senso di emergency (soccorso) sono la polizia, i vigili del fuoco, il pronto soccorso e la protezione civile[4].

### Il risk management
Il risk management è l'analisi del rischio globale e relativa gestione attraverso l'esame degli scenari del rischio, della strategia di gestione e controllo del rischio, dell'identificazione e valutazione del rischio, del rischio di compliance, degli strumenti di controllo, dell'enterprise risk management e della crisi di management.

### Lo scenario di riferimento
Attiene alla valutazione e presa in carico del rischio, nonché all'evoluzione del rischio: da quello fisico a quello strategico, l'esame dei riferimenti legislativi della security, la strutturazione della funzione della security e le sue interrelazioni interne ed esterne, la collocazione organizzativa nonché la missione ed il ruolo della funzione di security.
Rientra in questo campo l'attività preliminare di intelligence: analisi del territorio, dell'azienda, del contesto competitivo, delle vulnerabilità, delle tipologie di rischio di un approccio integrato di tutela ambientale, scelta delle opzioni di security nonché tecnologie di supporto dell'homeland security.

### Governo della security
Ovvero, il governo della security: impresa e qualità, certificazione dei sistemi e delle professionalità, le norme ISO 150 9000 e loro evoluzione, il sistema della gestione aziendale secondo UNI EN ISO 9004, la security nei contratti esterni, nella sicurezza privata, la selezione, l'utilizzo e la gestione dei servizi di sorveglianza, l'organizzazione della sicurezza pubblica e privata, la definizione di una security policy, la sicurezza del top management, la tutela del patrimonio informativo.

### Sicurezza delle informazioni

stemma della CIA (nello scudo brandito dall'aquila).

Riguarda la sicurezza dei sistemi di elaborazione dati, le tipologie di attacco, le tecniche di difesa HW e SW, la sicurezza dei sistemi di telecomunicazione, la tutela delle informazioni, la tutela dei dati personali in applicazione del D. Lgs. 196/2003 sulla privacy, la sicurezza della base dei dati: autorizzazioni, piani di backup e procedure di disaster recovery, meccanismi di tracing e di auditing, firewall per l'interconnessione con la rete internet, ecc.

### Relazioni istituzionali
È uno degli aspetti più delicati fra tutte le competenze del security manager cui è richiesta la capacità di alimentare costantemente un partenariato pubblico-privato. In tale ottica egli dovrà rapportarsi con le conseguenze dell'impatto dell'azienda sul territorio e sulla popolazione. A seconda dei casi dovrà relazionarsi e collaborare con le forze di polizia, gli istituti di vigilanza privata, uffici pubblici interconnessi con l'attività aziendale, organi di informazione (stampa, redazioni on-line e radio) e talora anche con servizi di informazione e sicurezza italiani o stranieri, ufficialmente contattabili -questi ultimi- attraverso i canali ambasciate-consolati.